# Ефимкин, Владимир Сергеевич
Владимир Сергеевич Ефимкин (родился 2 декабря 1981 года в Куйбышеве, СССР) — российский профессиональный шоссейный велогонщик. Брат-близнец Александра Ефимкина.

## Карьера
Ефимкин показал впечатляющие результаты в дебютный год своей профессиональной карьеры. В мае 2005 года он выиграл занял второе место в генеральной классификации Четырёх дней Дюнкерка, выиграв один из этапов. Но главный успех того года пришёл в августе, когда Ефимкин выиграл Тура Португалии. На одном из горных этапов он уехал в отрыв на третьем этапе, пелотон не увидел опасности в молодом гонщике для общего зачёта; россиянин захватил жёлтую майку лидера и сохранил её до финиша многодневки.
В 2006 году Ефимкин перешёл из Barloworld в Caisse d'Epargne-Illes Balears, но новая команда использовала его скорее как грегори. Главными достижениями этого года были второе место на 10-м этапе Джиро д’Италия (в итоге он занял на Джиро 39-е место) и третье — в генерале Вуэльты Ла-Риохи.
2007 год получился для россиянина более успешным. Он занял шестое место в общем зачёте Тура Швейцарии, а затем одиночным отрывом выиграл 4-й этап Вуэльты с финишем в гору. Эта победа позволила Ефимкину выйти в лидеры общего зачёта и проехать в жёлтой майке 3 следующих этапа; до Мадрида он доехал шестым в генеральной классификации.
В 2008 году россиянин снова поменял команду, перейдя в AG2R Prevoyance. На своём дебютном Тур де Франс он занял 11-е место в генеральной классификации, а также стал вторым на 9-м этапе, уступив только Риккардо Рикко, который был уличён в применении допинга после 11-го этапа и дисквалифицирован, а победа на этапе присуждена Владимиру.
На Тур де Франс 2009 Ефимкин выступал уже в качестве капитана своей велоконюшни, но сошёл посередине 15-го этапа, когда шёл 20-м в общем зачёте.
В июле 2010 года Владимир покинул Ag2r–La Mondiale, так как хотел присоединиться к своей семье, живущей в США.
Летом 2011 года Ефимкин присоединился к местной команде Team Type 1-Sanofi, за которую выступал его брат. По окончании сезона Владимир покинул её, оставшись снова без команды.

## Достижения
2005

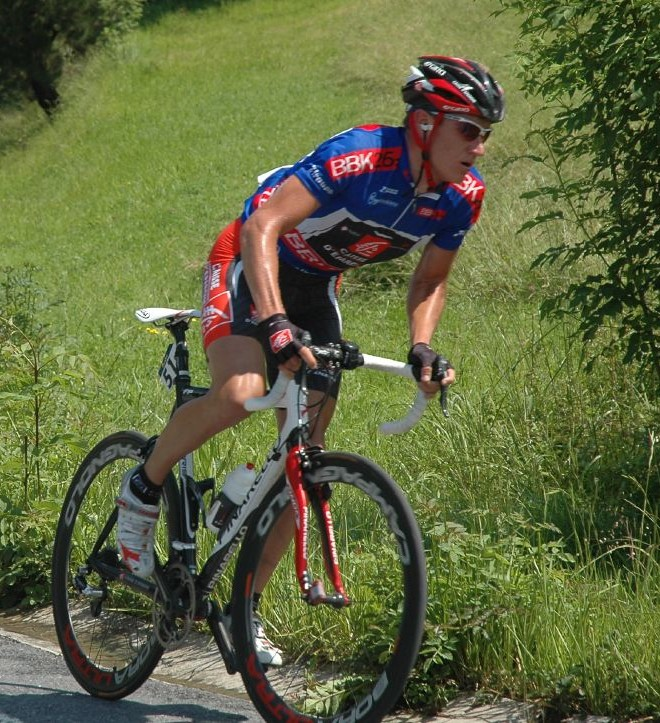
Ефимкин на Эускаль Бисиклете 2007

- Вуэльта Арагона — этап 2 и 4-е место в общем зачёте
- Четыре дня Дюнкерка — этап 1 и 2-е место в общем зачёте
- Тур Португалии — этап 3 и генеральная классификация

2007
- Вуэльта Испании — этап 4 и 6-е место в общем зачёте
- Эускаль Бисиклета — этап 2
- Тур Швейцарии — 6-е место в общем зачёте

2008
- Тур де Франс — этап 9 и 11-е место в общем зачёте

2009
- Тур Даун Андер — Самый агрессивный гонщик на 4-м этапе